# Bataillon d'étapes
Un bataillon d'étapes est, dans l'Armée française de la Première Guerre mondiale, une unité de deuxième ligne (ou de l'arrière) affectée aux travaux, tranchées, corvées de bois, entretien des routes, etc. Les bataillons d'étapes sont formés avec des unités d'infanterie, notamment de l'infanterie territoriale, des tirailleurs sénégalais, des tirailleurs indochinois ou des tirailleurs malgaches.